# 厌氧绳菌属
厌氧绳菌属为厌氧绳菌科的一个属。该属的模式种为嗜热厌氧绳菌（Anaerolinea thermophila）。

## 下属物种
- Anaerolinea thermolimosa Yamada et al. 2006
- 嗜热厌氧绳菌 Anaerolinea thermophila Sekiguchi et al. 2003